# سويان
سويان قرية سوريّة تتبع إداريّاً لمحافظة حلب منطقة السفيرة ناحية الحاجب، بلغ تعداد سكانها (227) نسمة حسب التعداد السكاني لعام 2004.